# Tehachapi Mountains
Tehachapi Mountains je menší pohoří ve středojižní části Kalifornie ve Spojených státech amerických. Je součástí horského pásma Transverse Ranges. Leží severně od Los Angeles, v krajích Kern County a Los Angeles County.
Nejvyšší vrchol Double Mountain má 2 433 m.

## Geografie

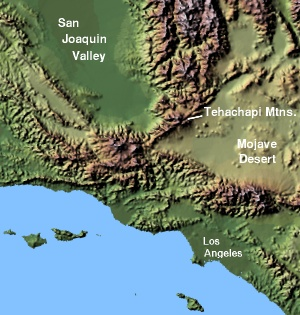
Tehachapi Mountains

Pohoří má z východu na západ největší délku téměř 100 km, ze severu k jihu má největší šířku okolo 70 km. Zaujímá plochu 3 304 km². Tehachapi Mountains rozdělují údolí San Joaquin Valley, to je jižní část Velkého kalifornského údolí a Mohavskou poušť. Na severovýchodě zasahují k nejjižnější části pohoří Sierra Nevada. Vrcholky hor se pohybují v nadmořské výšce 1 200 až 2 400 m, Pohoří, zvláště ve svých méně osídlených částech, slouží jako přírodní koridor mezi pobřežními horskými pásmy Kalifornského pobřežního pásma a pohořím Sierra Nevada.